# NCIS (második évad)
Az itt található lista az NCIS című televíziós sorozat második évadjának epizódjait tartalmazza.
| Eredeti cím | Eredeti bemutató     | Magyar cím             | Magyar bemutató      | #    |
| --- | -------------------- | ---------------------- | -------------------- | ---- |
| See No Evil | 2004. szeptember 28. | Sötétségben            | 2006. szeptember 4.  | 2x01 |
| Mikor egy 9 éves vak kislányt és édesanyját elrabolják, s velük zsarolnak egy tengerészszázadost 2 millió dollár értékű kormányzati alapért, Gibbs és csapata nem mindennapi kihívás elé néz.                                                                                     |                      |                        |                      |      |
| The Good Wives Club | 2004. október 5.     | Jó feleségek klubja    | 2006. szeptember 11. | 2x02 |
| Építőmunkások holttestre bukkannak egy földalatti hálószobában, miközben házakat rombolnak egy tengerészeti állomáson. |                      |                        |                      |      |
| Vanished | 2004. október 12.    | Titokzatos jelek       | 2006. szeptember 25. | 2x03 |
| Egy nyugat-virginiai farmer Smokey Corners kisvárosában tengerészeti helikoptert fedez fel kukoricamezejének közepén. |                      |                        |                      |      |
| Lt. Jane Doe | 2004. október 19.    | Az ismeretlen hadnagy  | 2006. október 2.     | 2x04 |
| Mikor két fiatal halász egy női holttestet talál, az NCIS csapatát hívják a helyszínre. A hulla nyakán egy szigony formájú vágás éktelenkedik, ami iránt Doki meglepő érdeklődést mutat.                                                                                          |                      |                        |                      |      |
| The Bone Yard | 2004. október 26.    | A temető               | 2006. október 9.     | 2x05 |
| Az NCIS-nek meggyűlik a baja, mikor holttesteket fedeznek fel egy tengerészeti bombamezőn. |                      |                        |                      |      |
| Terminal Leave | 2004. november 16.   | Végleges elbocsátás    | 2006. október 30.    | 2x06 |
| Az Öbölháborúból visszatérő helikopterpilóta talán hazahozta magával a munkáját. |                      |                        |                      |      |
| Call of Silence | 2004. november 23.   | Egy emlék fogságában   | 2006. november 6.    | 2x07 |
| Egy II. világháborút is megjárt, Becsületérdemrenddel kitüntetett volt tengerészgyalogos bevallása szerint harc közben meggyilkolta társát. Gibbs nem hisz neki, s be akarja bizonyítani ártatlanságát.                                                                           |                      |                        |                      |      |
| Heart Break | 2004. november 30.   | Összetört szívek       | 2006. november 20.   | 2x08 |
| Az NCIS csapata egy beteg ügyében nyomoz, aki rejtélyes módon meggyulladt kórházi ágyán. |                      |                        |                      |      |
| Forced Entry | 2004. december 7.    | Erőszakos behatolás    | 2006. november 27.   | 2x09 |
| Egy férfi, aki megpróbál megerőszakolni egy nőt egy tengerészeti bázison, talán átverés áldozata. |                      |                        |                      |      |
| Chained | 2004. december 14.   | Összeláncolva          | 2006. december 4.    | 2x10 |
| DiNozzo ügynök fegyencként beépül, hogy egy másik rabbal együtt megszökve megtaláljon néhány ellopott iraki antikvitást. |                      |                        |                      |      |
| Black Water | 2005. január 11.     | A Fekete-tó            | 2006. december 18.   | 2x11 |
| Egy magánnyomozó azt hiszi, megoldott egy halott ügyet, amiért cserébe a millió dolláros jutalmat reméli. |                      |                        |                      |      |
| Doppelganger | 2005. január 18.     | Színlelt gyilkosság    | 2007. január 8.      | 2x12 |
| Egy telemarketinges gyilkosság fültanúja lesz. Az NCIS a törvény erőinek egy külső csapatával nyomoz, akik meglehetősen emlékeztetnek rájuk. |                      |                        |                      |      |
| The Meat Puzzle | 2005. február 8.     | Kirakós játék          | 2007. január 15.     | 2x13 |
| Doki végre rájön a korábban neki címzett testrészek gazdáinak személyazonosságára. Az is világossá válik előtte, hogy a „kirakós játék” figyelmeztetés számára. |                      |                        |                      |      |
| Witness | 2005. február 15.    | Szemtanú               | 2007. január 22.     | 2x14 |
| Egy gyönyörű fiatal nő, aki frissen végzett a MIT-en és aki felkelti McGee ügynök érdeklődését, szemtanúja lesz egy tengerész megfojtásának. |                      |                        |                      |      |
| Caught on Tape | 2005. február 22.    | A felvétel             | 2007. február 5.     | 2x15 |
| Egy kempingkiruccanás halálossá válik egy tengerészgyalogos számára. |                      |                        |                      |      |
| Pop Life | 2005. március 1.     | Egy popsztár élete     | 2007. február 12.    | 2x16 |
| Egy férfi arra ébred, hogy egy halott tengerészaltiszt fekszik mellette, a rendőrség pedig az ajtaja előtt áll. |                      |                        |                      |      |
| An Eye for an Eye | 2005. március 22.    | Szemet szemért         | 2007. február 19.    | 2x17 |
| Egy nő a postaládájában a szomszédságában lakó altisztnek címzett csomagot talál, amely két emberi szemet tartalmaz. |                      |                        |                      |      |
| Bikini Wax | 2005. március 29.    | Bikinis szépségverseny | 2007. március 5.     | 2x18 |
| A Virginia Beach-i bikiniverseny egyik résztvevője megfullad egy nyilvános vécében. A nyomozás során DiNozzo rájön Kate egy féltett titkára. |                      |                        |                      |      |
| Conspiracy Theory | 2005. április 12.    | Összeesküvés           | 2007. március 12.    | 2x19 |
| Egy altiszt furcsa hangokat hall és szörnyeket lát éjszakánként. Azonban egyáltalán nem biztos, hogy megőrült. |                      |                        |                      |      |
| Red Cell | 2005. április 26.    | A vörös sejt           | 2007. március 19.    | 2x20 |
| Egy főiskolai testvériség beavatási szertartása rossz véget ér egy halott tengerészgyalogos diák felbukkanásával. |                      |                        |                      |      |
| Hometown Hero | 2005. május 3.       | Kisvárosi hős          | 2007. április 2.     | 2x21 |
| Egy altiszt végrendeletének végrehajtója csontvázat fedez fel a halott férfi bérelt raktárhelyiségében. Mivel az altisztet ezüstcsillagra terjesztették fel, az NCIS-nek fontos kiderítenie, gyilkos volt-e.                                                                      |                      |                        |                      |      |
| SWAK | 2005. május 10.      | A rúzsfolt             | 2007. április 16.    | 2x22 |
| DiNozzo felnyitja az NCIS címére érkezett titokzatos levelet, ami a pestis vírusát tartalmazza. Kate-tel együtt karanténba kerül. |                      |                        |                      |      |
| Twilight | 2005. május 24.      | Derengés               | 2007. május 7.       | 2x23 |
| Miután a csapat majdnem életét veszti egy kettős gyilkosságban való nyomozás során, az FBI tájékoztatja az NCIS-t, hogy Ari Haswari visszatért az Egyesült Államokba, s feltehetőleg személyes bosszúra készült Gibbs ellen. Az NCIS súlyos árat fizet: egyik munkatársuk életét. |                      |                        |                      |      |